# Бански конгрес (1903)
Банският конгрес е конгрес на Разложката революционна околия на Серския революционен окръг на Вътрешната македоно-одринска революционна организация, провел се по време на Илинденско-Преображенското въстание на 5 септември 1903 година в Банско, тогава в Османската империя, на който е взето решение за въстание в окръга.

## Делегати
На конгреса присъстват делегати от почти всички селища в околията. За председател е избран Димитър Лазаров.
| Населено място | Делегати               |
| -------------- | ---------------------- |
| Банско         | Димитър Лазаров        |
| Банско         | Симеон Молеров         |
| Банско         | Костадин Молеров       |
| Банско         | Йонко Вапцаров         |
| Банско         | Борис Голев            |
| Банско         | Костадин Колчагов      |
| Мехомия        | Владислав Каназирев    |
| Мехомия        | Петър Лачинов          |
| Мехомия        | Иван Юруков            |
| Бачево         | Коста Атанасов         |
| Годлево        | Симеон Попконстантинов |
| Годлево        | Лазар Томов            |
| Годлево        | Петър Георгиев         |
| Баня           | Иван Груев             |
| Баня           | Никола Куриера         |
| Елешница       | Иван Чочев             |
| Добринища      | Иван Четника           |
| Добринища      | К. Ботев               |
| Долно Драглища | Никола Попиванов       |

## Решения
На фона на въстанието в Битолския и Одринския революционен окръг, конгресът обсъжда подготовката за предстоящето въстание в околията. За дата на началото му е определен Кръстовден, 14 септември 1903 година. Решено е да се нападне и завладее околийския център Мехомия, като в града предварително се изпратят чети с бомби и динамит, да се овладеят проходите към Мехомия и да се прекъснат телеграфните линии.
Определен е въстанически щаб, който да ръководи въоръжените действия в околията в състав: Димитър Лазаров, Костадин Молеров и капитан Антон Шипков.